# Team Quantec-Indeland
El Team Quantec-Indeland (codi UCI: TRS), conegut anteriorment com a Athleticum, ComNet, Regiostrom, Kuota o Eddy Merckx, va ser un equip ciclista alemany, de ciclisme en ruta que va competir professionalment entre 2001 i 2013. A partir de 2005 va tenir categoria Continental.
Al final de la temporada 2013, l'equip es va dissoldre per raons financeres. Una part de l'equip va anar a parar el recentment creat Team Kuota.

## Principals resultats
- Fletxa del sud: Wolfram Wiese (2005)
- Volta a Düren: Robert Retschke (2005), Elnathan Heizmann (2006), Dennis Pohl (2009)
- Gran Premi de Lillers: Markus Eichler (2006)
- Tour de Drenthe: Markus Eichler (2006)
- Gran Premi de Dourges: Markus Eichler (2006)
- Tour de Java oriental: Björn Glasner (2007)
- Gran Premi de Frankfurt sub-23: Patrick Bercz (2011)

### A les grans voltes
- Giro d'Itàlia
  - 0 participacions
- Tour de França
  - 0 participacions
- Volta a Espanya
  - 0 participacions

## Classificacions UCI
Fins al 1998 els equips ciclistes es trobaven classificats dins l'UCI en una única categoria. El 1999 la classificació UCI per equips es dividí entre GSI, GSII i GSIII. D'acord amb aquesta classificació els Grups Esportius I són la primera categoria dels equips ciclistes professionals. La següent classificació estableix la posició de l'equip en finalitzar la temporada.
| Temporada | Classificació per equips | Millor ciclista en la classificació individual  |
| --------- | ------------------------ | ----------------------------------------------- |
| 2001      | 28è (GSIII)              | Markus Ganser (1329è) · Stephan Schruff (1329è) |
| 2002      | 28è (GSIII)              | Luke Roberts (584è)                             |
| 2003      | 20è (GSIII)              | Luke Roberts (293è)                             |
| 2004      | 11è (GSIII)              | Luke Roberts (227è)                             |

A partir del 2005, l'equip participa en les proves dels circuits continentals i principalment en les curses del calendari de l'UCI Europa Tour.
UCI Àfrica Tour
| Temporada | Classificació per equips | Millor ciclista en la classificació individual |
| --------- | ------------------------ | ---------------------------------------------- |
| 2007      | 20è                      | Malaya van Ruitenbeek (184è)                   |
| 2008      | 18è                      | Luke Roberts (114è)                            |
| 2009      | 15è                      | Björn Glasner (88è)                            |

UCI Amèrica Tour
| Temporada | Classificació per equips | Millor ciclista en la classificació individual |
| --------- | ------------------------ | ---------------------------------------------- |
| 2010      | 31è                      | Marcel Meisen (222è)                           |

UCI Àsia Tour
| Temporada | Classificació per equips | Millor ciclista en la classificació individual  |
| --------- | ------------------------ | ----------------------------------------------- |
| 2005      | 28è                      | Tilo Schüler (75è)                              |
| 2007      | 25è                      | Björn Glasner (23è)                             |
| 2008      | 40è                      | Matthias Bertling (192è) · Stefan Ganser (192è) |
| 2011      | 28è                      | David Kopp (110è)                               |
| 2012      | 51è                      | Matthias Bertling (138è)                        |
| 2013      | 58è                      | Michael Kurth (181è)                            |

UCI Europa Tour
| Temporada | Classificació per equips | Millor ciclista en la classificació individual |
| --------- | ------------------------ | ---------------------------------------------- |
| 2005      | 51è                      | Wolfram Wiese (187è)                           |
| 2006      | 29è                      | Markus Eichler (16è)                           |
| 2007      | 69è                      | Björn Glasner (401è)                           |
| 2008      | 65è                      | Luke Roberts (251è)                            |
| 2009      | 59è                      | Andreas Stauff (115è)                          |
| 2010      | 102è                     | Luc Hagenaars (780è)                           |
| 2011      | 65è                      | Patrick Bercz (309è)                           |
| 2012      | 107è                     | Michael Kurth (750è)                           |

UCI Oceania Tour
| Temporada | Classificació per equips | Millor ciclista en la classificació individual |
| --------- | ------------------------ | ---------------------------------------------- |
| 2006      | 13è                      | Joshua Kane Collingwood (19è)                  |
| 2007      | 24è                      | Maint Berkenbosch (89è)                        |